# Троекуров, Иван Михайлович
Князь Иван Михайлович Троекуров (ум. 1564) — стольник, голова, воевода, наместник и боярин во правление Ивана III Васильевича, Василия III Ивановича и Ивана IV Васильевича.
Из княжеского рода Троекуровы. Старший сын князя Михаила Львовича Троекурова. Младшие братья — князья Василий, Семён Агиш и Михаил Ахмет Троекуровы.

## Биография

### Служба Ивану III
Показан в дворянах. В 1492 и 1495 годах в государевых новгородских походах. В 1497 году воевода Передового полка в Туле.

#### Служба Василию III
В 1507-1508 годах воевода Передового полка в Мещере.  В 1511 году третий воевода Сторожевого полка в Туле. В 1512 году третий воевода войск правой руки в походе на Литву. В 1519 году воевода Передового полка в Толстике.
В 1520 году князь Иван Михайлович Троекуров был третьим воеводой в Мещере. В 1521 году — первый воевода в Нароватове (Мокше), а после в том же чине в Поратове. В 1524 году первый воевода войск левой руки в походе из Мценска за крымцами. В 1528-1529 годах — наместник в Туле. В 1531 году князь И. М. Троекуров был отправлен «по крымским вестем» в Тулу с передовым полком вторым воеводой, а потом переведён первым воеводою там же, затем водил к Одоеву первым воеводою полк левой руки, а в июле, после того, как татар отогнали, переведён в Каширу пятым воеводой, где и упоминается в 1532 году третьим воеводою.

##### Служба Ивану Грозному
В 1533 году — третий воевода в Новгороде-Северском, а после в Путивле. В 1534 году был послав в Коломну со сторожевым полком 3-м воеводой, для охранения от прихода крымцев. В 1535 году князь И. М. Троекуров ходил из Можайска в Смоленск, а оттуда — в Литву с полком левой руки — вторым воеводой, где предместье города Мстиславль выжег, многие окрестные места разорил  и с большим пленом и трофеями возвратился в Москву.
В феврале 1536 году служил в Муроме, за городом, третьим воеводой и «по казанским вестем» послан к Нижнему Новгороду с передовым полком 2-м воеводой, за которыми шли до Долгова острова. В 1537 году — второй воевода в Мещере, а по сходу муромских и мещерских воевод указано быть воеводою Большого полка. В 1541 году был послан с полком левой руки под Коломну, в июле, после получения сообщения о приходе крымского хана Сахиб-Гирея к Ростиславлю береговой воевода на Оке, через которую войска крымского хана не пропустил, принудил его отступить и удалиться из российских областей. В 1543 году первый воевода войск правой руки во Владимире.
В 1547 году — первый воевода в Нижнем Новгороде. В 1551 году голова в государевом полку в походе к Полоцку. В этом же году записан шестым в первую статью московских дворян. В 1552 году воевода, командовал передовым полком в Калуге. В 1553 году второй воевода войск левой руки в государевом походе в Коломну, а потом ожидал больших воевод в Нижнем Новгороде, откуда ходил первым воеводою Большого полка к Свияжску. В 1554-1555 годах воевода в Свияжске. В 1556 году пожалован чином боярина. В этом году упоминается пятым бояриным, а в июле 1557 года — третьим. В марте 1559 года оставлен шестым бояриным в Москве при родном брате царя Ивана Грозного — князе Юрии Васильевиче, для охранения столицы на время государева похода в Серпухов, Коломну и Тулу.
В 1564 году боярин князь Иван Михайлович Троекуров скончался, оставив после себя единственного сына: Фёдора.